# Окамото Сейко
Окамото Сейко (нар. 14 березня 1978) — колишня японська тенісистка.
Найвищу одиночну позицію світового рейтингу — 178 місце досягла 16 січня 2006, парну — 123 місце — 1 листопада 2004 року.
Здобула 2 одиночні та 1 парний титул.
Завершила кар'єру 2010 року.

## Фінали турнірів WTA

### Парний розряд: 1 (1 перемога)
| Результат | Дата          | Турнір                          | Рівень | Покриття | Партнерка     | Суперниці                 | Рахунок       |
| --------- | ------------- | ------------------------------- | ------ | -------- | ------------- | ------------------------- | ------------- |
| Перемога  | 16 січня 2004 | Hobart International, Австралія | Tier V | Тверде   | Асагое Сінобу | Ельс Калленс Барбара Шетт | 2–6, 6–4, 6–3 |

## Фінали ITF
| турніри $50,000 |
| турніри $25,000 |
| турніри $10,000 |

### Одиночний розряд: 10 (2–8)
| Результат | Ранг | Дата              | Турнір                     | Покриття | Суперниця      | Рахунок       |
| --------- | ---- | ----------------- | -------------------------- | -------- | -------------- | ------------- |
| Перемога  | 1.   | 20 листопада 2000 | ITF Kōfu, Японія           | Килим    | Таґуті Кейко   | 4–1, 1–3, 4–1 |
| Поразка   | 2.   | 22 липня 2002     | ITF Інчхон, Південна Корея | Тверде   | Кім Мі Ок      | 6–4, 3–6, 4–6 |
| Поразка   | 3.   | 19 жовтня 2003    | ITF Хайбара, Японія        | Тверде   | Юка Йосіда     | 1–6, 4–6      |
| Поразка   | 4.   | 13 травня 2004    | ITF Пекін, КНР             | Тверде   | Лі На          | 4–6, 4–6      |
| Поразка   | 5.   | 27 лютого 2005    | ITF Тайбей, Тайвань        | Тверде   | Латіша Чжань   | 3–6, 2–6      |
| Поразка   | 6.   | 28 травня 2005    | ITF Наґано, Японія         | Килим    | Маюмі Ямамото  | 2–6, 2–6      |
| Поразка   | 7.   | 5 червня 2005     | ITF Ґумма, Японія          | Килим    | Сє Шувей       | 1–6, 2–6      |
| Поразка   | 8.   | 29 жовтня 2006    | ITF Хаманако, Японія       | Килим    | Хісамацу Сіхо  | 2–6, 4–6      |
| Перемога  | 9.   | 15 квітня 2007    | ITF Хошимін, В'єтнам       | Тверде   | Еріка Такао    | 6–1, 6–2      |
| Поразка   | 10.  | 21 жовтня 2007    | ITF Макінохара, Японія     | Килим    | Акіко Йонемура | 3–6, 4–6      |

### Парний розряд: 33 (15–18)
| Результат | Ранг | Дата              | Турнір                  | Покриття   | Партнерка      | Суперниці                                    | Рахунок                 |
| --------- | ---- | ----------------- | ----------------------- | ---------- | -------------- | -------------------------------------------- | ----------------------- |
| Поразка   | 1.   | 23 листопада 1998 | ITF Нагасакі, Японія    | Трава      | Таґуті Кейко   | Акіко Ґундзі Ісіда Кейко                     | 2–6, 2–6                |
| Перемога  | 2.   | 6 червня 1999     | ITF Літл-Рок, США       | Тверде     | Таґуті Кейко   | Чан Кйон Мі Чхе Кйон І                       | 7–5, 6–2                |
| Перемога  | 3.   | 28 листопада 1999 | ITF Kōfu, Японія        | Килим      | Таґуті Кейко   | Ремі Тедзука Макі Арай                       | 7–6, 0–6, 7–5           |
| Перемога  | 4.   | 13 листопада 2000 | ITF Хайбара, Японія     | Ґрунт      | Таґуті Кейко   | Акіко Ґундзі Ісіда Кейко                     | 2–4, 4–0, 5–3, 3–5, 4–2 |
| Перемога  | 5.   | 20 листопада 2000 | ITF Kōfu, Японія        | Килим      | Таґуті Кейко   | Куміко Їдзіма Макі Арай                      | 3–5, 4–1, 5–4, 4–1      |
| Перемога  | 6.   | 3 вересня 2001    | Куґаяма, Японія         | Тверде     | Урабе Намі     | Мелісса Дауз Саманта Стосур                  | 6–4, 2–6, 6–1           |
| Поразка   | 7.   | 26 вересня 2001   | Кіото, Японія           | Тверде     | Урабе Намі     | Мелісса Дауз Саманта Стосур                  | 3–6, 6–3, 2–6           |
| Поразка   | 8.   | 10 лютого 2002    | Фару, Португалія        | Тверде     | Сатомі Кіндзьо | Тедзука Ремі Арай Макі                       | 5–7, 7–6, 2–6           |
| Перемога  | 9.   | 30 червня 2002    | Лашін, Канада           | Тверде     | Сідзу Кацумі   | Адрія Енґел Крістіна Крашевскі               | w/o                     |
| Перемога  | 10.  | 21 липня 2002     | Сеул, Південна Корея    | Тверде     | Арай Макі      | Chang Kyung-mi Chae Kyung-yee                | 6–3, 5–7, 6–4           |
| Поразка   | 11.  | 20 квітня 2003    | Хошимін, В'єтнам        | Тверде     | Хісамацу Сіхо  | Choi Jin-young Кім Мі Ок                     | 1–6, 2–6                |
| Перемога  | 12.  | 1 червня 2003     | Х'юстон, США            | Тверде (i) | Тедзука Ремі   | Івонн Дойл Ніколь Ренкен                     | 5–7, 6–4, 6–3           |
| Поразка   | 13.  | 2 листопада 2003  | Пекін, КНР              | Тверде     | Чон Мі Ра      | Ян Шуцзін Юй Їн                              | 4–6, 2–6                |
| Поразка   | 14.  | 10 травня 2004    | Каруїдзава, Японія      | Килим      | Рьоко Фуда     | Фудзівара Ріка Чон Мі Ра                     | 2–6, 6–2, 6–7           |
| Перемога  | 15.  | 11 липня 2004     | Колледж-Парк, США       | Тверде     | Хісамацу Сіхо  | Наталія Демиденко Кейсі Смеші                | 7–6(5), 6–2             |
| Поразка   | 16.  | 21 лютого 2005    | Тайбей, Тайвань         | Тверде     | Фуда Рьоко     | Чжуан Цзяжун Сє Шувей                        | 3–6, 2–6                |
| Перемога  | 17.  | 1 травня 2005     | Хаманако, Японія        | Тверде     | Фуда Рьоко     | Хісамацу Сіхо Такасе Аямі                    | 7–5, 6–4                |
| Поразка   | 18.  | 8 травня 2005     | Ґіфу, Японія            | Килим      | Фуда Рьоко     | Фудзівара Ріка Обата Саорі                   | 1–6, 2–6                |
| Перемога  | 19.  | 14 травня 2005    | Фукуока, Японія         | Килим      | Фуда Рьоко     | Латіша Чжань Чжуан Цзяжун                    | 6–2, 7–6                |
| Перемога  | 20.  | 22 травня 2005    | Чханвон, Південна Корея | Тверде     | Чжуан Цзяжун   | Чжань Цзіньвей Сє Шувей                      | 6–2, 7–5                |
| Поразка   | 21.  | 23 жовтня 2005    | Макінохара, Японія      | Килим      | Такасе Аямі    | Такемура Рьоко Томоко Йонемура               | 4–6, 3–6                |
| Поразка   | 22.  | 6 листопада 2005  | Пусан, Корея            | Тверде     | Такасе Аямі    | Юлія Єфремова Вінне Пракуся                  | 4–6, 7–6(6), 1–6        |
| Поразка   | 23.  | 11 квітня 2006    | Джексон, США            | Ґрунт      | Такасе Аямі    | Марія Кондратьєва Софі Лефевр                | 0–6, 3–6                |
| Поразка   | 24.  | 9 липня 2006      | Нагоя, Японія           | Тверде     | Такасе Аямі    | Чжуан Цзяжун Хісамацу Сіхо                   | 2–6, 3–6                |
| Поразка   | 25.  | 16 липня 2006     | Міядзакі, Японія        | Тверде     | Такасе Аямі    | Арай Макі Куміко Їдзіма                      | 2–6, 3–6                |
| Поразка   | 26.  | 23 липня 2006     | Куруме, Японія          | Килим      | Такасе Аямі    | Латіша Чжань Чжуан Цзяжун                    | w/o                     |
| Поразка   | 27.  | 28 жовтня 2006    | Хаманако, Японія        | Килим      | Арай Макі      | Чжуан Цзяжун Сє Шувей                        | 6–7(2), 5–7             |
| Перемога  | 28.  | 5 листопада 2006  | Сутама, Японія          | Ґрунт      | Арай Макі      | Такемура Рьоко Танака Марі                   | 6–2, 6–3                |
| Перемога  | 29.  | 19 лютого 2007    | ITF Клірвотер, США      | Тверде     | Фуда Рьоко]    | Мервана Югич-Салкич Антонелла Серра-Дзанетті | 5–7, 6–3, 6–4           |
| Поразка   | 30.  | 9 квітня 2007     | ITF Хошимін, В'єтнам    | Тверде     | Їдзіма Куміко  | Хань Сіньюнь Хао Цзє                         | 2–6, 6–1, 3–6           |
| Поразка   | 31.  | 6 травня 2007     | ITF Ґіфу, Японія        | Килим      | Їдзіма Куміко  | Моріта Аюмі Ай Суґіяма                       | 1–6, 6–3, 0–6           |
| Поразка   | 32.  | 18 лютого 2008    | ITF Клірвотер, США      | Тверде     | Чжань Цзіньвей | Анна Фіцпатрік Ана Веселинович               | 2–6, 6–3, [6–10]        |
| Перемога  | 33.  | 26 березня 2010   | ITF Kōfu, Японія        | Тверде     | Арай Макі      | Хісамацу Сіхо Іноуе Майко                    | 6–4, 6–4                |